# Nondalen

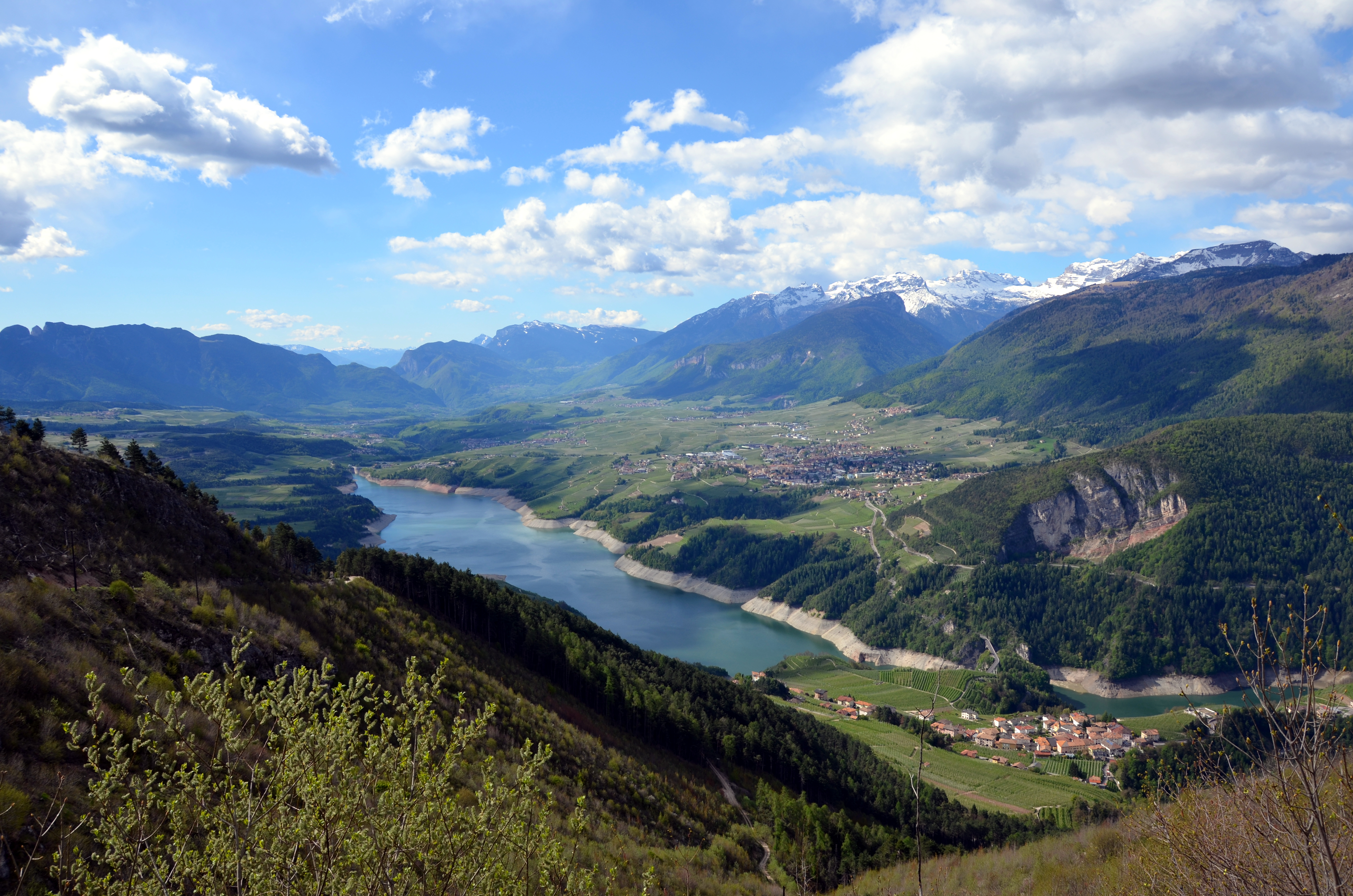

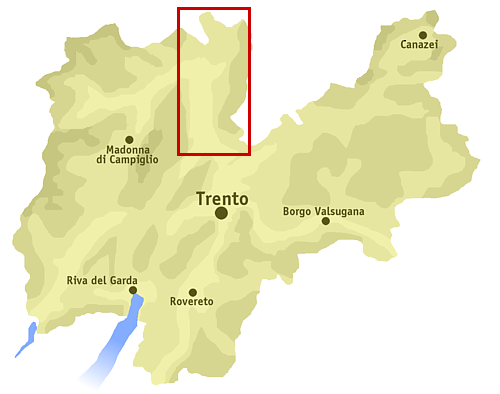
Karta över Trentoprovinsen med Nondalen i röd färg.

Nondalen (italienska: Val di Non, eller Valle di Non; nones: Val de Nòn; tyska: Nonstal, även kallad Nonsberg; latin: Anaunia) är en dal belägen främst i Trentoprovinsen, med tre, främst tysktalande kommuner i Sydtyrolen (Deutschnonsberg), i norra Italien.